# Laila El Garaa
Laila El Garaa (arabe : ليلى الڭرعة), née le 10 juin 1977 à Rabat, est une athlète handisport marocaine spécialisée dans le lancer du poids et le lancer du disque, qui évolue en classification T40. 
Elle participe aux Jeux paralympiques d'été de 2004 avec une médaille d'argent au poids, aux Jeux paralympiques de Pékin en 2008 terminant 4e au poids et médaillée de bronze au disque et aux Jeux paralympiques de Londres en 2012 en finissant 4e au poids et au disque.
Ses sœurs Najat et Hayat El Garaa ainsi que son frère Mohamed El Garaa sont également des athlètes de haut-niveau. 

## Carrière
Elle a notamment remporté une médaille d'argent aux Jeux paralympiques d'été de 2004 et une médaille de bronze aux Jeux paralympiques d'été de 2008.